# Juan-Fernández-Sandelbaum
Der Juan-Fernández-Sandelbaum (Santalum fernandezianum) ist eine ausgestorbene Baumart aus der Gattung der Sandelhölzer (Santalum). Sie war auf der Robinson-Crusoe-Insel endemisch und wurde 1908 zuletzt nachgewiesen.

## Merkmale
Der Juan-Fernández-Sandelbaum war ein halbparasitärer Baum, der eine Höhe von ungefähr neun Metern erreichte. Das Holz war durch einen langanhaltenden, aromatischen Duft charakterisiert. Die dunkle, bräunlich-graue, schuppige Rinde war in rechteckige Stücke zersplittet. Die jungen Zweige trugen gegenständige Paare von glänzenden, dunkelgrünen, etwas fleischigen, länglichen, hauptsächlich 4,5 bis 8,5 Zentimeter langen Blättern. Die Blattspitze war entweder gespitzt oder eingeschnitten. Die endständigen, pyramidenförmigen, fleischigen Blütenrispen hatten einen Durchmesser von vier bis fünf Millimeter. Die Blütenhüllblätter waren weitgehend dreieckig und an der Oberfläche dicht behaart.

## Lebensraum
Der Lebensraum des Juan-Fernández-Sandelbaums waren Wälder. Das letzte Exemplar wurde in einer Schlucht entdeckt, wo es in Vergesellschaftung mit Nothomyrcia fernandeziana, Fagaza maya, Drimus confertifolia und Coprosoma pyrifolia vorkam.

## Nutzung
Das Holz des Juan-Fernández-Sandelbaums war sehr begehrt und wurde für die Herstellung von Heiligenbildern und Reliquienkästchen verwendet.

## Aussterben
Um das Jahr 1624 war der Juan-Fernández-Sandelbaum auf der Robinson-Crusoe-Insel weit verbreitet. Wegen des Raubbaus an den Sandelbäumen, deren süßlich riechendes und wertvolles Holz nach Peru verschifft wurde, war der Juan-Fernández-Sandelbaum bereits im Jahre 1740 sehr selten geworden. Auch verwilderte Ziegen haben erheblich zum Rückgang der Art beigetragen. 1908 fotografierte Carl Skottsberg den letzten lebenden Baum, der nur noch einen einzigen grünenden Ast besaß. Als Skottsberg 1916 erneut die Insel besuchte, war das Exemplar eingegangen.